# Bolitoglossa cuchumatana
Bolitoglossa cuchumatana é uma espécie de anfíbio caudado pertencente à família Plethodontidae, sub-família Plethodontinae.